# 2467 Kollontai
2467 Kollontai је астероид главног астероидног појаса са средњом удаљеношћу од Сунца која износи 2,213 астрономских јединица (АЈ).
Апсолутна магнитуда астероида је 13,0.